# Революционный комитет (Йемен)
Революционный комитет — орган власти Йеменской республики, созданный шиитскими повстанцами-хуситами. На комитет была возложена задача по формированию Переходного национального совета, состоящего из 551 человека. Действовал с февраля 2015 года, после бегства президента Хади, до формирования Верховного Политического Совета в августе 2016 года.
Председатель комитета: Мухаммед Али аль-Хути.

## История
5 февраля 2015 года стало известно, что хуситы приняли новую «конституционную декларацию», и что большинство политических сил в Йемене договорились о создании президентского совета, который будет управлять страной в течение года. В его состав войдут пять человек, возглавит её бывший президент Южного Йемена Али Насер Мухаммед. В переговорах участвовали девять партий и группировок, среди которых Социалистическая партия, южное сепаратистское движение «Херак» и шиитские боевики — хуситы. Возможность присоединения к соглашению рассматривает суннитская партия «Аль-Ислах». Кроме того, продолжаются консультации с бывшим президентом Йемена Абдом Раббу Мансуром Хади. Согласно конституционной декларации, будет сформирован переходный совет, состоящий из 551 участника из всех провинций Йемена, который и выберет состав президентского совета. Помимо этого, хуситы заявили о роспуске палаты представителей страны и формировании правительства технократов
. Временным правительством был объявлен Революционный комитет во главе с Мухаммедом Али аль-Хути.
7 февраля 2015 года революционный комитет издал указ № 1 о назначении генерал-майора Махмуда аль-Субейхи исполняющим обязанности министра обороны и назначении генерал-майора Джалала аль-Ровайшан министром внутренних дел. Указом № 2 формируется Комитет высшей безопасности, состоящий из 17 человек.
В этот же день Комитет высшей безопасности утвердил ряд мер по поддержанию безопасности, стабильности и восстановлении общественной жизни. Встреча прошла под председательством генерал-майора Махмуда аль-Субейхи, избранного ранее исполняющим обязанности министра обороны страны.
15 августа 2016 года Революционный комитет был распущен, а его полномочия были переданы Верховному Политическому Совету.

## Международная реакция
Легитимность комитета была отклонена рядом йеменских оппозиционных групп, сепаратистским Южным движением, а также Организацией Объединенных Наций, Соединенными Штатами Америки, и странами Персидского залива.